# Patric Leitner
Patric-Fritz Leitner (Berchtesgaden, 23 de febrero de 1977) es un deportista alemán que compitió en luge en la modalidad doble.
Participó en tres Juegos Olímpicos de Invierno, obteniendo dos medallas en la prueba doble (junto con Alexander Resch), oro en Salt Lake City 2002 y bronce en Vancouver 2010, y el sexto lugar en Turín 2006, en la misma prueba.
Ganó doce medallas en el Campeonato Mundial de Luge entre los años 1999 y 2007, y seis medallas en el Campeonato Europeo de Luge entre los años 2000 y 2008.

## Palmarés internacional
| Juegos Olímpicos   | Juegos Olímpicos                | Juegos Olímpicos  | Juegos Olímpicos |
| Año                | Lugar                           | Medalla           | Prueba           |
| ------------------ | ------------------------------- | ----------------- | ---------------- |
| 2002               | Salt Lake City (Estados Unidos) | Medalla de oro    | Doble            |
| 2010               | Vancouver (Canadá)              | Medalla de bronce | Doble            |
| Campeonato Mundial |                                 |                   |                  |
| Año                | Lugar                           | Medalla           | Prueba           |
| 1999               | Königssee (Alemania)            | Medalla de oro    | Doble            |
| 1999               | Königssee (Alemania)            | Medalla de bronce | Equipo           |
| 2000               | St. Moritz (Suiza)              | Medalla de oro    | Doble            |
| 2000               | St. Moritz (Suiza)              | Medalla de plata  | Equipo           |
| 2001               | Calgary (Canadá)                | Medalla de oro    | Equipo           |
| 2003               | Sigulda (Letonia)               | Medalla de oro    | Equipo           |
| 2003               | Sigulda (Letonia)               | Medalla de bronce | Doble            |
| 2004               | Nagano (Japón)                  | Medalla de oro    | Doble            |
| 2004               | Nagano (Japón)                  | Medalla de oro    | Equipo           |
| 2005               | Park City (Estados Unidos)      | Medalla de plata  | Doble            |
| 2007               | Igls (Austria)                  | Medalla de oro    | Doble            |
| 2007               | Igls (Austria)                  | Medalla de oro    | Equipo           |
| Campeonato Europeo |                                 |                   |                  |
| Año                | Lugar                           | Medalla           | Prueba           |
| 2000               | Winterberg (Alemania)           | Medalla de oro    | Doble            |
| 2000               | Winterberg (Alemania)           | Medalla de oro    | Equipo           |
| 2002               | Altenberg (Alemania)            | Medalla de oro    | Doble            |
| 2002               | Altenberg (Alemania)            | Medalla de plata  | Equipo           |
| 2006               | Winterberg (Alemania)           | Medalla de oro    | Doble            |
| 2008               | Cesana (Italia)                 | Medalla de plata  | Doble            |